# Saurauia longipedicellata
Saurauia longipedicellata är en tvåhjärtbladig växtart som beskrevs av Elmer Drew Merrill. Saurauia longipedicellata ingår i släktet Saurauia och familjen Actinidiaceae. Inga underarter finns listade i Catalogue of Life.